# Boufarik
Boufarik (en bereber: ⴱⵓ ⴼⴰⵔⵉⴽ; en árabe: بوفاريك‎) es una ciudad argelina de 48 800 habitantes. en la provincia de Blida a 35 km de Argel. Es muy famosa por sus naranjas y fue donde empezó a fabricarse el famoso refresco Orangina.

## Historia

### Imperio otomano
Antes de la llegada de los militares y colonos franceses Boufarik formaba parte del Imperio otomano. Era una llanura árida rodeada de zonas pantanosas, pero con un mercado muy importante desde el siglo XVI.

### Imperio francés
En 1835 Francia ocupa militarmente la región hasta la independencia de Argelia.
Cuando llegaron los colonos el territorio de Boufarik estaba dividido en tres cantones: El Merdjia, que era un pantano, El Hamada, una zona montañosa, y El Outha, que era la llanura central.
La ciudad de Boufarik fue fundada en 1836. En un principio, debido a la proximidad de zonas pantanosas, la disentería y el paludismo eran enfermedades frecuentes.
Desde 1843 a 1847 se realizaron los trabajos para desecar el pantano. En esta misma época se edificaron una iglesia y una escuela.
Desde 1851, la ciudad tiene también un teatro y una estación de ferrocarril. 
En 1936, un farmacéutico español, el Doctor Trigo, creó el refresco Orangina.
En 1962, durante la Guerra de Independencia de Argelia, la fábrica de Orangina fue instalada en Marsella.

### Después de la independencia
Boufarik, cuya población sigue en aumento, tiene como riqueza principal sus explotaciones agrícolas de tabaco y fruta, principalmente cítricos.

## En la cultura popular
La canción Les filles de Boufarik (las chicas de Boufarik) del cantante franco-argelino Alberto Staïffi llegó a ser muy popular en Francia y en otros países francófonos europeos, y también en Argelia y otros países del Magreb.